# Campionato mondiale maschile under 17 di calcio 1995
Il Campionato mondiale di calcio Under-17 1995, sesta edizione del torneo, si è svolto nelle città di Guayaquil, Portoviejo, Quito, Ibarra, Cuenca e Riobamba in Ecuador tra il 3 e il 20 agosto 1995. È stato vinto dal Ghana, che ha conquistato il suo secondo titolo battendo in finale il Brasile per 3-2.
Potevano partecipare alla competizione i giocatori nati dopo il 1º agosto 1978. Per la prima volta nella storia del torneo la durata delle partite fu portata a 90 minuti (45 per tempo) rispetto agli 80 (40 per tempo) delle edizioni precedenti. Fu inoltre indrodotta la possibilità per le squadre di chiedere due time out durante la partita; tutte le squadre, ad eccezione di Ghana e Guinea, ne chiesero chiesero uno almeno una volta. Nella fase ad eliminazione diretta, come già avvenuto nell'edizione precedente, era previsto il golden goal. Tuttavia non ci fu mai la possibilità di applicare la regola, in quanto tutte le partite della fase ad eliminazione diretta si decisero nell'arco dei tempi regolamentari.

## Sedi
| Città      | Stadio                                 |
| ---------- | -------------------------------------- |
| Cuenca     | Estadio Alejandro Serrano Aguilar      |
| Guayaquil  | Estadio Monumental Isidro Romero Carbo |
| Ibarra     | Estadio Olímpico de Ibarra             |
| Portoviejo | Estadio Reales Tamarindos              |
| Quito      | Estadio Olímpico Atahualpa             |
| Riobamba   | Estadio Olímpico de Riobamba           |

## Squadre partecipanti
| Confederazione                                        | Torneo di qualificazione                         | Qualificate                   |
| ----------------------------------------------------- | ------------------------------------------------ | ----------------------------- |
| AFC (Asia)                                            | Campionato asiatico di calcio Under-17 1994      | Giappone Oman Qatar           |
| CAF (Africa)                                          | Campionato africano di calcio Under-17 1995      | Ghana Guinea Nigeria          |
| CONCACAF (America Centrale, Settentrionale e Caraibi) | Campionato nordamericano di calcio Under-17 1994 | Canada Costa Rica Stati Uniti |
| CONMEBOL (Sud America)                                | Nazione ospitante                                | Ecuador                       |
| CONMEBOL (Sud America)                                | Campionato sudamericano di calcio Under-17 1995  | Argentina Brasile             |
| OFC (Oceania)                                         | Campionato oceaniano di calcio Under-17 1995     | Australia                     |
| UEFA (Europa)                                         | Campionato europeo di calcio Under-16 1995       | Germania Portogallo Spagna    |

## Fase a gironi

### Gruppo A
| Squadra     | P.ti | G | V | P | S | GF | GS | DR |
| ----------- | ---- | - | - | - | - | -- | -- | -- |
| Ghana       | 9    | 3 | 3 | 0 | 0 | 5  | 1  | +4 |
| Ecuador     | 4    | 3 | 1 | 1 | 1 | 3  | 2  | +1 |
| Giappone    | 4    | 3 | 1 | 1 | 1 | 2  | 2  | 0  |
| Stati Uniti | 0    | 3 | 0 | 0 | 3 | 1  | 6  | -5 |

| Arbitro: | Leslie Irvine |

|            |           |  |
| Kamara 70’ | Marcatori |  |

| Arbitro: | Fritz Stuchlik |

|                        |           |  |
| Moreira 31’ Corozo 83’ | Marcatori |  |

| Arbitro: | Fritz Stuchlik |

|             |           |                           |
| Redmond 60’ | Marcatori | 49’ Yamazaki 86’ Takahara |

| Arbitro: | José Luis da Rosa |

|            |           |                   |
| Angulo 32’ | Marcatori | 6’ Sule 68’ Gambo |

| Arbitro: | Vasyl Melnychuk |

|  |           |                       |
|  | Marcatori | 35’ Iddrisu 65’ Akwei |

| Quito 8 agosto 1995, ore 20:15 | Ecuador      | 0 – 0 referto | Giappone | Estadio Olímpico Atahualpa (34 000 spett.)\| Arbitro: \| Said Belqola \| |
| Arbitro:                       | Said Belqola |               |          |                                                                          |

### Gruppo B
| Squadra    | P.ti | G | V | P | S | GF | GS | DR |
| ---------- | ---- | - | - | - | - | -- | -- | -- |
| Argentina  | 9    | 3 | 3 | 0 | 0 | 7  | 0  | +7 |
| Portogallo | 3    | 3 | 1 | 0 | 2 | 5  | 6  | -1 |
| Guinea     | 3    | 3 | 1 | 0 | 2 | 3  | 6  | -3 |
| Costa Rica | 3    | 3 | 1 | 0 | 2 | 2  | 5  | -3 |

| Arbitro: | Hartmut Strampe |

|                                    |           |  |
| Gatti 5’ La Paglia 19’, 88’ (rig.) | Marcatori |  |

| Arbitro: | Barry Tasker |

|                        |           |  |
| Fonseca 80’ Campos 87’ | Marcatori |  |

| Arbitro: | Ahmed Haji Yaakub |

|                   |           |                                         |
| Zeferino 11’, 26’ | Marcatori | 30’ Bangoura 48’ (rig.) Conté 65’ Keïta |

| Arbitro: | Hossein Asgari |

|                       |           |  |
| Caserio 62’ Gatti 79’ | Marcatori |  |

| Arbitro: | Roger Zambrano |

|                              |           |  |
| Vargas 88’, 90+1’ Adolfo 89’ | Marcatori |  |

| Arbitro: | Antonio Marrufo |

|                       |           |  |
| Peralta 18’ Aimar 26’ | Marcatori |  |

### Gruppo C
| Squadra   | P.ti | G | V | P | S | GF | GS | DR |
| --------- | ---- | - | - | - | - | -- | -- | -- |
| Nigeria   | 7    | 3 | 2 | 1 | 0 | 5  | 2  | +3 |
| Australia | 4    | 3 | 1 | 1 | 1 | 5  | 4  | +1 |
| Spagna    | 4    | 3 | 1 | 1 | 1 | 4  | 4  | 0  |
| Qatar     | 1    | 3 | 0 | 1 | 2 | 1  | 5  | -4 |

| Arbitro: | Antonio Marrufo |

|               |           |            |
| Anyamkygh 37’ | Marcatori | 39’ Ghulam |

| Arbitro: | Ramesh Ramdhan |

|                    |           |                             |
| Anyamkygh 16’, 73’ | Marcatori | 55’ (rig.) Duarte 73’ Mista |

| Arbitro: | Roger Zambrano |

|                             |           |  |
| Anyamkygh 59’ Obiorah 90+3’ | Marcatori |  |

| Arbitro: | Epifanio González |

|  |           |            |
|  | Marcatori | 83’ Ferrón |

| Arbitro: | Hartmut Strampe |

|  |           |                                    |
|  | Marcatori | 43’ (rig.) Kewell 48’, 56’ Allsopp |

| Arbitro: | Barry Tasker |

|                             |           |                   |
| Obiorah 48’ Onwuzuruike 84’ | Marcatori | 57’ (rig.) Duarte |

### Gruppo D
| Squadra  | P.ti | G | V | P | S | GF | GS | DR |
| -------- | ---- | - | - | - | - | -- | -- | -- |
| Brasile  | 7    | 3 | 2 | 1 | 0 | 5  | 0  | +5 |
| Oman     | 7    | 3 | 2 | 1 | 0 | 5  | 1  | +4 |
| Germania | 3    | 3 | 1 | 0 | 2 | 3  | 6  | -3 |
| Canada   | 0    | 3 | 0 | 0 | 3 | 1  | 7  | -6 |

| Arbitro: | Said Belqola |

|                                       |           |  |
| Djimi 39’ Carlos Alberto 54’ Juan 63’ | Marcatori |  |

| Arbitro: | Pierre Mounguengui |

|                            |           |             |
| Al-Kathiri 43’, 62’ (rig.) | Marcatori | 70’ Bernier |

| Ibarra 6 agosto 1995, ore 14:00 | Brasile         | 0 – 0 referto | Oman | Estadio Olímpico de Ibarra (10 000 spett.)\| Arbitro: \| Vasyl Melnychuk \| |
| Arbitro:                        | Vasyl Melnychuk |               |      |                                                                             |

| Arbitro: | Said Belqola |

|                                 |           |  |
| Brezina 23’ Rost 68’ Bugera 73’ | Marcatori |  |

| Arbitro: | José Luis da Rosa |

|  |           |                                         |
|  | Marcatori | 4’ (rig.) Al-Kathiri 81’, 87’ Al-Siyabi |

| Arbitro: | Leslie Irvine |

|                    |           |  |
| Bel 1’ Eduardo 46’ | Marcatori |  |

## Fase ad eliminazione diretta
|  | Quarti di finale       | Quarti di finale      |                        |           | Semifinali                | Semifinali                |  |  | Finale                | Finale |
|  |                        |                       |                        |           |                           |                           |  |  |                       |        |
|  | 12 agosto - Quito      |                       |                        |           |                           |                           |  |  |                       |        |
|  |                        |                       |                        |           |                           |                           |  |  |                       |        |
|  | Ghana                  | 2                     |                        |           |                           |                           |  |  |                       |        |
|  | Ghana                  | 2                     | 17 agosto - Portoviejo |           |                           |                           |  |  |                       |        |
|  | Portogallo             | 0                     |                        |           |                           |                           |  |  |                       |        |
|  | Portogallo             | 0                     | Ghana                  | 3         |                           |                           |  |  |                       |        |
|  | 13 agosto - Portoviejo |                       | Ghana                  | 3         |                           |                           |  |  |                       |        |
|  |                        | Oman                  | 1                      |           |                           |                           |  |  |                       |        |
|  | Oman                   | Oman                  | 1                      | 2         |                           |                           |  |  |                       |        |
|  | Oman                   |                       | 20 agosto - Guayaquil  | 2         |                           |                           |  |  |                       |        |
|  | Nigeria                | 1                     |                        |           |                           |                           |  |  |                       |        |
|  | Nigeria                | 1                     | Ghana                  | 3         |                           |                           |  |  |                       |        |
|  | 12 agosto - Guayaquil  |                       | Ghana                  | 3         |                           |                           |  |  |                       |        |
|  |                        | Brasile               | 2                      |           |                           |                           |  |  |                       |        |
|  | Argentina              | Brasile               | 2                      | 3         |                           |                           |  |  |                       |        |
|  | Argentina              | 17 agosto - Guayaquil |                        | 3         |                           |                           |  |  |                       |        |
|  | Ecuador                | 1                     |                        |           |                           |                           |  |  |                       |        |
|  | Ecuador                | 1                     | Argentina              | 0         | Finale per il terzo posto | Finale per il terzo posto |  |  |                       |        |
|  | 13 agosto - Portoviejo |                       | Argentina              | 0         | Finale per il terzo posto | Finale per il terzo posto |  |  |                       |        |
|  |                        | Brasile               | 3                      |           |                           |                           |  |  |                       |        |
|  | Brasile                | Brasile               | 3                      | 3         | Oman                      | 0                         |  |  |                       |        |
|  | Brasile                |                       |                        | 3         | Oman                      | 0                         |  |  |                       |        |
|  | Australia              | 1                     |                        | Argentina | 2                         |                           |  |  |                       |        |
|  | Australia              | 1                     |                        |           | 2                         |                           |  |  |                       |        |
|  |                        |                       |                        |           |                           |                           |  |  | 20 agosto - Guayaquil |        |
|  |                        |                       |                        |           |                           |                           |  |  |                       |        |

### Quarti di finale
| Arbitro: | Epifanio González |

|                            |           |  |
| Bentil 14’ Amaniampong 87’ | Marcatori |  |

| Arbitro: | Hartmut Strampe |

|                      |           |                              |
| Chukwueke 13’ (rig.) | Marcatori | 32’ Al-Kathiri 49’ Al-Dhabit |

| Arbitro: | Antonio Maruffo |

|                                          |           |             |
| Rodrigo 14’ Kléber 65’ Marco Antônio 75’ | Marcatori | 32’ Allsopp |

| Arbitro: | Leslie Irvine |

|                                        |           |           |
| Mercado 36’ (aut.) Aimar 46’ Gatti 66’ | Marcatori | 86’ Ayala |

### Semifinali
| Arbitro: | José Luis da Rosa |

|                                  |           |                |
| Ansah 38’ Kamara 54’ Iddrisu 72’ | Marcatori | 67’ Al-Kathiri |

| Arbitro: | Fritz Stuchlik |

|  |           |                                 |
|  | Marcatori | 74’ Rodrigo 88’ Rocha 90’ Fábio |

### Finale per il 3º posto
| Arbitro: | Said Belqola |

|  |           |                         |
|  | Marcatori | 20’ Gatti 71’ Cambiasso |

### Finale
| Arbitro: | Leslie Irvine |

|                                 |           |                            |
| Sule 39’ Iddrisu 45’ Bentil 49’ | Marcatori | 47’ Juan 90’ Marco Antônio |

## Classifica marcatori
| Gol | Rigori | Minuti giocati | Giocatore           | Squadra   |
| --- | ------ | -------------- | ------------------- | --------- |
| 5   | 2      | 540'           | Mohammed Al-Kathiri | Oman      |
| 5   |        | 360'           | Danny Allsopp       | Australia |
| 4   |        | 532'           | Fernando Gatti      | Argentina |
| 3   |        | 493'           | Abu Iddrisu         | Ghana     |

## Premi individuali
I seguenti premi sono stati assegnati alla fine del torneo. Tutti i premi, tranne il FIFA Fair Play Award, erano sponsorizzati da adidas.
| Pallone d'oro        | Pallone d'argento   | Pallone di bronzo |
| -------------------- | ------------------- | ----------------- |
| Mohammed Al-Kathiri  | César La Paglia     | Emanuel Bentil    |
| Scarpa d'oro         | Scarpa d'argento    | Scarpa di bronzo  |
| Danny Allsopp        | Mohammed Al-Kathiri | Fernando Gatti    |
| 5 gol (1 assist)     | 5 gol (1 assist)    | 4 gol (1 assist)  |
| FIFA Fair Play Award |                     |                   |
| Brasile              |                     |                   |

1. ↑  Danny Allsopp ha vinto la scarpa d'oro per aver giocato, a parità di gol e assist, meno partite di Mohammed Al-Kathiri (4 contro 6) per un totale di 360' contro 540'.